# Васильев, Олег Иванович
Олег Иванович Васильев (род. 4 сентября 1986) — российский дзюдоист, призёр чемпионатов России, мастер спорта России.

## Спортивные результаты
- Чемпионат России по дзюдо 2010 года — ;
- Чемпионат России по дзюдо 2014 года — ;
- Чемпионат России по дзюдо 2016 года — ;